# Square de Jessaint
Pour les articles homonymes, voir Jessaint.
Le square de Jessaint est un square du 18e arrondissement de Paris.

## Situation et accès
Ce jardin se trouve au début de la rue de Jessaint, et est entouré de la rue Marx-Dormoy, de la place de la Chapelle et du boulevard de la Chapelle.
Il est situé à proximité de la station de métro La Chapelle sur la ligne 2.

## Origine du nom
Le square porte le nom d'Adrien-Sébastien de Jessaint (1788-1850), qui fut sous-préfet de Saint-Denis (Seine) lors de la création de la rue homonyme.

## Historique
Comme le square Louise-de-Marillac, sa configuration résulte de la démolition de la barrière de la Chapelle (« barrière Saint-Denis », « barrière de la Franciade » pendant la Révolution) et de la construction — en lieu et place — de la ligne 2 du métro, aérienne à cet endroit.
À la place actuelle de la place de la Chapelle se trouvait la barrière d'octroi Saint-Denis construite par Claude-Nicolas Ledoux en 1790.
La barrière est incendiée en 1830, lors des Trois Glorieuses, puis prise d'assaut en 1848 au moment de la troisième Révolution.
En 1846, sont construites les voies ferrées de la gare du Nord et en 1849 celles de la gare de l’Est, de part et d'autre du carrefour. 
La barrière est finalement détruite en 1860, lors du rattachement d’une partie de l'ancienne commune de la Chapelle à Paris.
En 1876, c'est sur un bâtiment annexe de cette barrière que le square de Jessaint, deuxième de l’arrondissement, est créé.
En 1901, la ligne 2 du métro est construite en hauteur, sur le tracé du mur des Fermiers généraux, pour éviter les tranchées des voies de chemins de fer.
En 2015, il est évacué après des mois d'occupation par des migrants qui en avaient fait un point de ralliement et devient la proie des rongeurs. En 2017, avec l'aide d'Emmaüs Solidarité, il est transformé en jardin solidaire,.

## Description
Les plantations sont des platanes hybrides et des aubépines. La surface de cet espace vert est de 1 718 m2.